# Портной, Наум Давидович
Наум Давыдович Портно́й (1906—1975) — советский инженер-электромеханик, учёный.

## Биография
Родился 26 января 1906 года в Киевской губернии.
Окончил Каменский рабочий институт (1930) по специальности инженер-электромеханик.
Работа:
- В 1932—1941 годах — ХПЗ имени Коминтерна: инженер-исследователь, начальник исследовательского бюро по сварке;
- 1941—1972 — Уралвагонзавод: начальник сварочного отдела, заместитель главного технолога по сварке, главный сварщик.

Кандидат технических наук (1952). Автор научных работ и изобретений в области сварки легированных сталей и цветных металлов, по внедрению автоматической сварки в вагоностроении.
Умер 22 августа 1975 года в Нижнем Тагиле. Похоронен на кладбище «Пихтовые горы».

## Награды и премии
- Сталинская премия первой степени (1946) — за коренное усовершенствование технологии и организацию высокопроизводительного поточного метода производства средних танков при значительной экономии материалов, рабочей силы и снижении себестоимости
- орден «Знак Почёта» (1944)
- медали